# Löwensteiner Schloss
Das Löwensteiner Schloss ist ein Bauwerk in Albersweiler. Es ist als Denkmalzone ausgewiesen.

## Lage
Das Schloss befindet sich im Ortsteil St. Johann in der örtlichen Schlossstraße. Auf der gegenüberliegenden Straßenseite steht eine ebenfalls denkmalgeschützte Kirchenruine.

## Geschichte
Das Bauwerk fungierte einst als Schloss der Fürsten von Löwenstein. Es entstand auf Initiative von Karl Thomas zu Löwenstein-Wertheim-Rochefort
im Jahr 1764 nach Plänen des Architekten Matthias Mayer. Es war Verwaltungssitz der Herrschaft Scharfeneck, die vorher von der namensgebenden Burg Neuscharfeneck und nach deren Zerstörung während des Dreißigjährigen Kriegs von den gegenüber des später errichteten Schlosses befindlichen Konventsgebäuden des aufgelösten Reuerinnenklosters St. Johann verwaltet worden war.
Neben der Nordhälfte von Albersweiler gehörten Ramberg, Dernbach, Bindersbach und die Exklave Gau-Köngernheim dazu. Bereits 1794 endete die Herrschaft der Löwensteiner Fürsten im Zuge der Annexion des linken Rheinufers durch die Franzosen, wodurch das Schloss seine bisherige Funktion verlor. Mittlerweile fungiert das Gebäude als Studienhaus der BASF.

## Architektur
Beim Bauwerk handelt es sich um einen Mansardwalmdachbau im Stil des Rokoko. Hinzu kommen ein Nebengebäude, das unter anderem bezeichnet 1801 und um 1760 angefertigte zwei Puttengruppen, die den Kreis des Peter Anton von Verschaffelt darstellen.